# Perisama clisithera
Perisama clisithera är en fjärilsart som beskrevs av William Chapman Hewitson 1874. Perisama clisithera ingår i släktet Perisama och familjen praktfjärilar. Inga underarter finns listade i Catalogue of Life.

## Bildgalleri

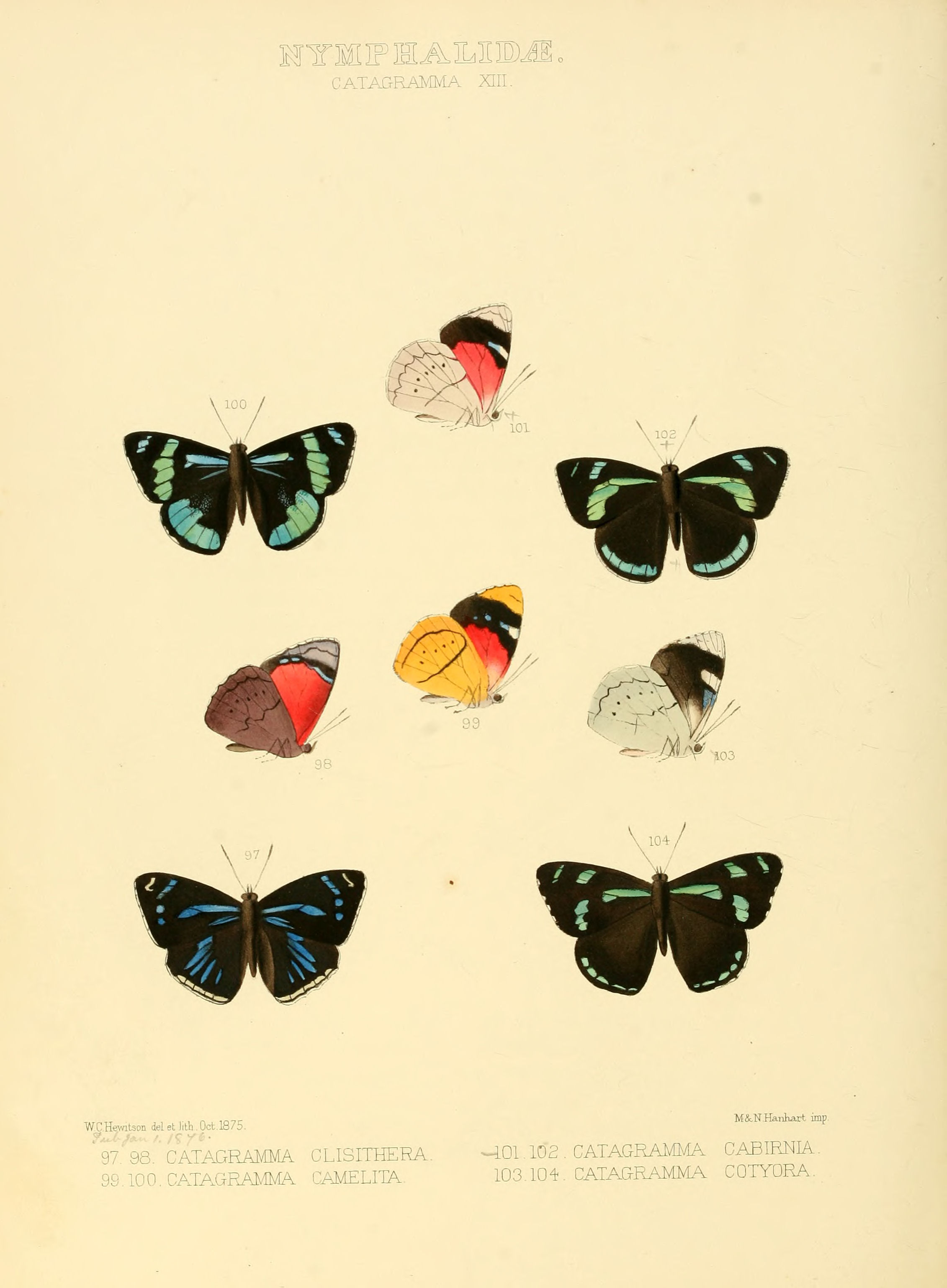